# Guillem III de Provença-Avinyó
Guillem III de Provença-Avinyó (mort vers el 1037), fou comte i marquès de Provença de la branca major o d'Avinyó, de 1014 a 1037. Era fill de Ratbold II, comte i marquès de Provença i d'Ermengarda, la qual després es va casar de nou amb Rodolf III, rei de Borgonya.
El 1016, Guillem i el seu germà Hug foren presentats per la seva mare a l'emperador Enric II en una assemblea a Estrasburg.
El 1030, va fer amb la seva dona una donació a l'abadia de Sant Víctor de Marsella.
Es va casar amb una Lucia, d'origen no conegut, i de la qual no va tenir fills. La seva germana, Emma de Provença, casada amb Guillem III Tallaferro, comte de Tolosa de Llenguadoc, el va succeir.

## Font
- Els comtes de Provença